# Rhynchostegiella keniae
Rhynchostegiella keniae är en bladmossart som beskrevs av Hugh Neville Dixon 1918. Rhynchostegiella keniae ingår i släktet nålmossor, och familjen Brachytheciaceae. Inga underarter finns listade i Catalogue of Life.